# Raixí

Alfabet Raixí.

Salomó ben Yishaq (Troyes, 1040 — 1105) anomenat també Raixí (acrònim de Rabí Xelomó Yishaqí, en hebreu: רַבִּי שְׁלֹמֹה יִצְחָקִי), va ser un teòleg jueu, un dels més importants comentaristes de la Torà i del Talmud. Va ser l'avi del comentarista talmúdic Rabbenu Tam, també de l'escola francesa.
Va estudiar a les acadèmies rabíniques de Magúncia i Worms, epicentre de l'expansió de la cultura asquenazita. Posteriorment i per la situació econòmica de la seva família, va haver de tornar a Troyes. Aquest fet el va salvar la vida, perquè la Primera Croada, el 1095, va delmar les comunitats jueves de Magúncia i Worms.
Els seus comentaris de la Bíblia i el Talmud van acabar estant tan valorats, que van convertir-se en imprescindibles per l'estudi d'aquests texts, i considerats com inseparables del text a l'estudi de les fonts hebraiques. En aquest sentit, els editors van haver de crear un tipus tipogràfic especial en hebreu, l'anomenat Alfabet Raixí, per tal de diferenciar els comentaris de Raixí del text original.

## Biografia
Raixí era fill únic nascut a Troyes, Champagne, al nord de França. El germà de la seva mare era Simeon bar Isaac, rabí de Maguncia. Simó va ser deixeble de Rabeinu Guerxom, que va morir aquell mateix any. Per part del seu pare, s'ha afirmat que Raixí era un descendent de la 33a generació de Johanan HaSandlar, que era un descendent de la quarta generació de Gamaliel, que se suposa que descendia de la línia davídica. En els seus voluminosos escrits, el mateix Raixí no va fer aquesta afirmació. La principal font rabínica primerenca sobre la seva ascendència, Responsum núm. 29 de Solomon Luria, tampoc no fa aquesta afirmació.
Raixí va estudiar els estudis de la Torà a Worms amb el rabí alemany Yaakov ben Yakar i el rabí francès Isaac ben Eliezer Halevi, tots dos alumnes del famós erudit Rabeinu Guerxom. Després de tornar a Troyes, Raixí es va unir al beth din, va començar a respondre preguntes halàquiques i més tard va servir com a cap de beth din després de la mort de Zerach ben Abraham.
Raixí es considera generalment un dels principals exegetes bíblics a l'edat mitjana. Aclamat per la seva habilitat per presentar el significat bàsic del text d'una manera concisa i lúcida, els comentaris de Raixí atreuen tan erudits com a estudiants principiants, i les seves obres segueixen sent una peça central de l'estudi contemporani de la Torà. Una gran part de la literatura rabínica publicada des de l'edat mitjana parla de Raixí, ja sigui utilitzant el seu punt de vista com a evidència de suport o debatent-ne en contra. El seu comentari sobre el Talmud, que cobreix gairebé tot el Talmud babilònic, s'ha inclòs en totes les edicions del Talmud des de la seva primera impressió per Daniel Bomberg a la dècada de 1520. Els seus comentaris sobre el Tanakh —especialment el seu comentari sobre el Chumash (els Cinc llibres de Moisès)— serveixen com a base de més de 300 supercomentaris que analitzen l'elecció de la llengua i les cites de Raixí, escrits per alguns dels noms més importants de literatura rabínica.

## Nom
El cognom de Raixí, Yitzhaki, deriva del nom del seu pare, Yitzhak. L'acrònim Raixí significa Rabbi Sh lomo Y itzhaki, però de vegades s'amplia de manera fantàstica com a Rabban She el Y Israel, que significa Rabí d'Israel, o com a Ra bbenu SheY ichyeh (El nostre rabí, que visqui). Es pot citar en textos hebreu i arameu com (1) Shlomo fill del rabí Yitzhak, (2) Shlomo fill de Yitzhak, (3) Shlomo Yitzhaki, i una infinitat de derivats similars molt respectuosos.
A la literatura antiga, Raixí es coneix de vegades com Jarchi o Yarhi (ירחי, el seu nom abreujat s'interpreta com a rabí Sh lomo Y arhi. S'entenia que es referia al nom hebreu de Lunel a la Provença, popularment derivat de l'occità luna 'lluna', en hebreu.ירח en el qual se suposava que Raixí havia viscut en algun moment o havia nascut, o on se suposava que s'havien originat els seus avantpassats. Els escriptors cristians posteriors Richard Simon i Johann Christoph Wolf van afirmar que només els estudiosos cristians es referien a Raixí com a Jarchi, i que aquest epítet era desconegut pels jueus. Bernardo de Rossi, però, va demostrar que els estudiosos hebreus també es referien a Raixí com a Yarhi. El 1839, Leopold Zunz va demostrar que l'ús hebreu de Jarchi era una propagació errònia de l'error per part dels escriptors cristians, en canvi va interpretar l'abreviatura com: Rabbi Sh lomo Y itzhaki. L'evolució d'aquest terme s'ha rastrejat a fons.

## Filles de Raixí
Raixí no tenia fills, però les seves tres filles, Miriam, Yocheving i Raquel, es van casar amb erudits talmúdics. Segons algunes llegendes les filles de Raixí portaven filactèries. Mentre que algunes dones medievals d'Ashkenaz se sap que en feien servir, no hi ha evidència que les filles de Raixí en portessin.
La filla més gran Yocheving, es va casar amb Meir ben Samuel i els seus quatre fills van ser: Shmuel (Rashbam) (1080), Yitzchak (Rivam) (1090), Jacob (Rabbeinu Tam) (1100) i Shlomo el Gramàtic, tots ells van ser els tosafistes més prolífics, autoritats rabíniqus que van escriure glosses crítiques i explicatives sobre el Talmud que apareixen al costat del comentari de Raixí a totes les pàgines del Talmud. La filla de Yocheved, Chanah, va ser professora de lleis i costums rellevants per a les dones.
Una altra de les filles era Miriam, que es va casar amb Judah ben Nathan, que va completar el comentari sobre el Talmud Makkot que Raixí estava treballant quan va morir. La seva filla Alvina era una dona sàvia els costums de la qual servien de base per a posteriors decisions. El seu fill Yom Tov més tard es va traslladar a París on va tenir càrrecs de responsabilitat, juntament amb els seus germans Shimshon i Eliezer.
De la filla més jove de Raixí, anomenada Raquel, no se'n sap gaire, però hi ha una carta on Rabbenu Tam explica al seu cosí, Yom Tov, que la seva tia Rachel s'ha divorciat del seu marit, Eliezer. En una de les respostes s'explica que una jove filla seva va perdre un anell, el que indicaria que tenia una altra filla. També es menciona que Raixí tenia un net, Shemiah, i una neta, Miriam, la mare de la qual no era ni Joheved ni Miriam. Judy Chicago, en el seu compendi de dones significatives de la història, enumera a Rachel (b. 1070), filla de Raixí, com una dona sàvia que va actuar com a secretària.

### Llegendes
La seva fama el va convertir després en objecte de moltes llegendes. Una tradició sosté que els seus pares no van tenir fills durant molts anys. El pare de Raixí, Yitzhak, un enòleg pobre, va trobar una vegada una joia preciosa i es va acostar per no jueus que volien comprar-la per adornar el seu ídol. Yitzhak va acceptar viatjar amb ells a la seva terra, però en el camí, va llançar la gemma al mar. Després va rebre la visita de la Veu de Déu o del profeta Elies, que li va dir que seria recompensat amb el naixement d'un fill noble que il·luminaria el món amb el seu coneixement de la Torà.
Una altra llegenda també diu que els pares de Raixí es van traslladar a Worms, Alemanya, mentre la mare de Raixí estava embarassada. Mentre caminava per un dels carrers estrets del barri jueu, dos carruatges la van posar en perill. Es va girar i es va pressionar contra una paret, que es va obrir per rebre-la. Aquest nínxol miraculós encara és visible al mur de la Sinagoga de Worms.
Llegendes addicionals, particularment en la literatura hassídica, postulen que les tremendes obres i èxits de Raixí van ser inspirats per l'Esperit Sant, la Shekhinah, ja que cap humà no podia produir obres tan immenses. Un text arriba a afirmar que Raixí estava més enllà dels humans; l'autor proposa que mai va morir de mort natural, sinó que va ascendir al cel viu com el profeta immortal Elies.

### Estudis de Yeshivà

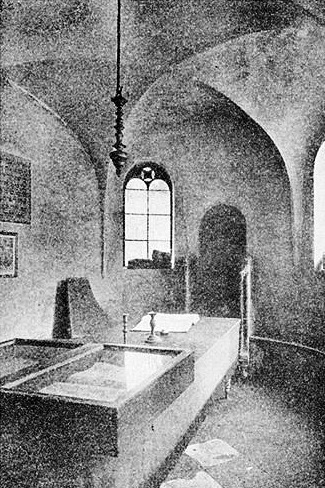
Sinagoga de Worms, Worms

Segons la tradició, Raixí va ser portat per primera vegada per aprendre la Torà pel seu pare el dia de Xavuot als cinc anys. El seu pare va ser el seu principal mestre de la Torà fins a la seva mort, quan Raixí encara era un jove. Als 17 anys es va casar i poc després va anar a aprendre a la yeshiva de Yaakov ben Yakar a Worms, tornant amb la seva dona tres cops l'any, per als dies de temor, Péssah i Xavuot. Quan Yaakov va morir el 1064, Raixí va continuar aprenent a Worms un any més a la yeshivà del seu parent, Isaac ben Eliezer Halevi, que també era rabí en cap de Worms. Després es va traslladar a Magúncia, on va estudiar amb un altre dels seus parents, Isaac ben Judah, el cap rabínic de Maguncia i un dels principals savis de la regió de Lorena a cavall entre França i Alemanya.
Els professors de Raixí eren estudiants de Rabeinu Guerxom i Eliezer Hagadol, principals talmudistes de la generació anterior. Dels seus mestres, Raixí va absorbir les tradicions orals relacionades amb el Talmud tal com s'havien transmès durant segles, així com una comprensió de la lògica i les formes d'argument del Talmud. Raixí va prendre notes concises i abundants del que va aprendre a la yeshiva, incorporant aquest material als seus comentaris. També va ser molt influenciat pels principis exegètics de Menahem Kara.

### Rosh ieshiva
Va tornar a Troyes als 25 anys, moment en què va morir la seva mare, i se li va demanar que s'unís a la Troyes Bet Din (cort rabínica). També va començar a respondre preguntes halàquiques. A la mort del cap del Bet din, Zerach ben Abraham, Raixí va assumir el lideratge de la cort i va respondre a centenars de consultes halàquiques.

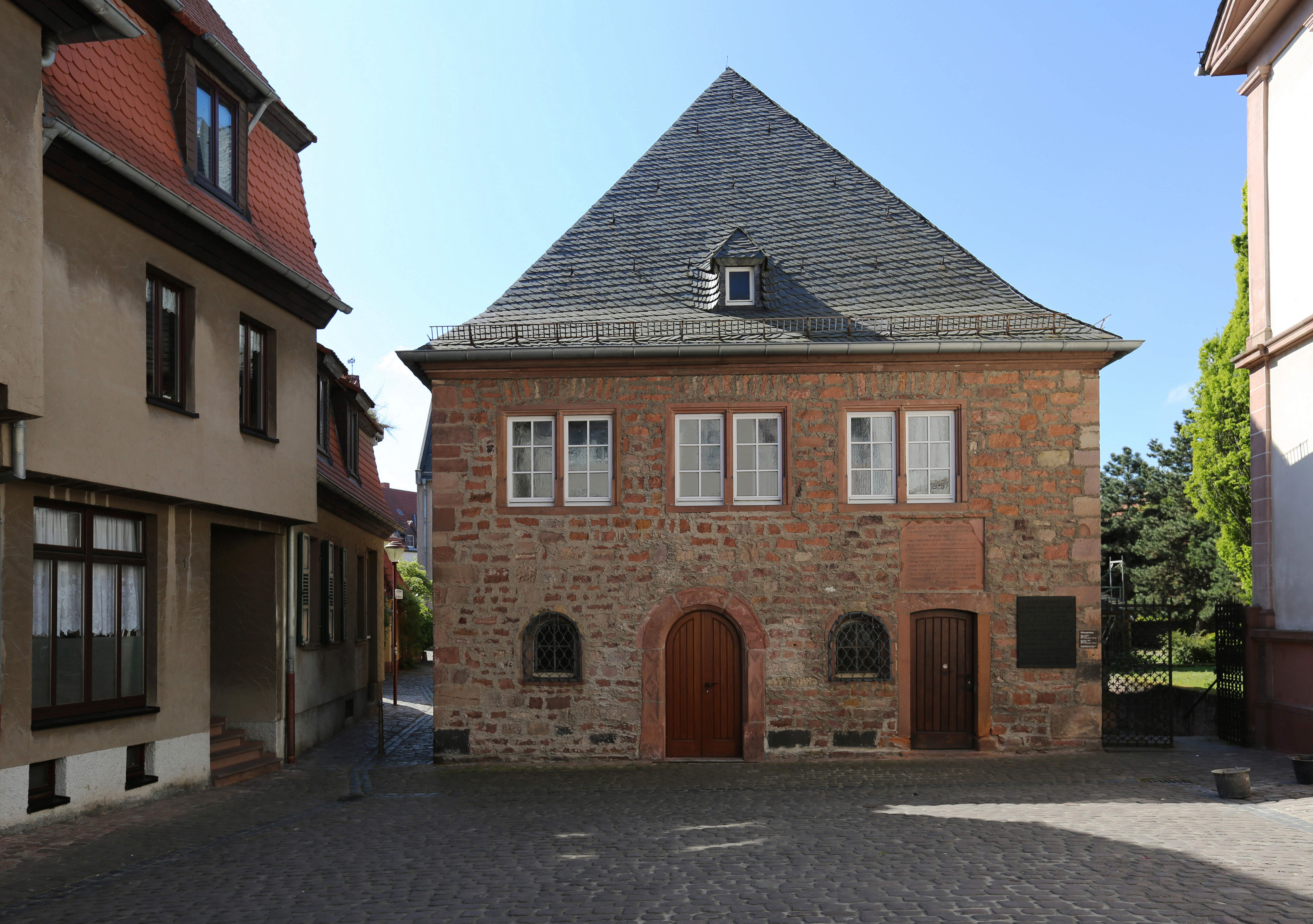
Exterior de la sinagoga de Raixí, Worms, Alemanya

Al voltant de l'any 1070 va fundar una ieshivà que va atreure molts deixebles. Alguns creuen que Raixí es guanyava la vida com a viticultor, ja que Raixí mostra un ampli coneixement dels seus estris i procés, però no hi ha proves d'això. La majoria dels estudiosos i una tradició oral jueva sostenen que era un viticultor. L'única raó donada perquè la tradició centenària que era un viticultor no és certa és que el sòl de tot Troyes no és òptim per al cultiu de raïm, afirma la investigació de Haym Soloveitchik. Hi ha una referència a una foca que es diu que és de la seva vinya.
Encara que hi ha moltes llegendes sobre els seus viatges, Raixí probablement mai va anar més lluny que del Sena al Rin; els seus destins més llunyans eren les ieshivàs de Lorena.
El 1096, la Croada Popular va escombrar la Lorena, assassinant 12.000 jueus i desarrelant comunitats senceres. Entre els assassinats a Worms hi havia els tres fills d'Isaac ben Eliezer Halevi, el mestre de Raixí. Raixí va escriure diversos Selihot (poemes penitencials) lamentant la matança i la destrucció del gran ieshivot de la regió. Set de Selichot de Raixí encara existeixen, incloent Adonai Elohei Hatz'vaot, que es recita la vigília de Rosh Hashanà, i Az Terem Nimtehu, que es recita el Dejuni de Gedalia.

### Lloc de mort i enterrament
Raixí va morir el 13 de juliol de 1105 (Tammuz 29, 4865) a l'edat de 65 anys Va ser enterrat a Troyes. La ubicació aproximada del cementiri on va ser enterrat va quedar registrada a Seder ha-Dorot, però amb el temps la ubicació del cementiri es va oblidar. Fa uns quants anys, un professor de la Sorbona va descobrir un mapa antic que representava el lloc del cementiri, que es trobava sota una plaça oberta a la ciutat de Troyes. Després d'aquest descobriment, els jueus francesos van erigir un gran monument al centre de la plaça: un gran globus en blanc i negre amb les tres lletres hebrees de רשי disposades artísticament en sentit contrari a les agulles del rellotge en un espai negatiu, evocant l'estil de la microcal·ligrafia hebrea. La base de granit del monument està gravada: Rabí Shlomo Yitzchaki — Comentarista i Guia.
L'any 2005, Yisroel Meir Gabbai va erigir una placa addicional en aquest lloc marcant la plaça com a cementeri. La placa diu: El lloc on et trobes és el cementiri de la ciutat de Troyes. Molts Rixonim estan enterrats aquí, entre ells el rabí Shlomo, conegut com a Raixí el sant, que el seu mèrit ens protegeixi.

### Descendents
Raixí no tenia fills. Tots els seus tres fills eren noies, anomenades Yocheved, Miriam i Rachel. Es va invertir en la seva educació; els seus escrits i les llegendes que l'envolten suggereixen que les seves filles eren ben versades en la Torà i el Talmud (en una època en què no s'esperava que les dones estudiessin) i l'ajudarien quan fos massa feble per escriure. Les seves filles es van casar amb els seus deixebles; la majoria de les dinasties rabíniques asquenazites actuals poden rastrejar el seu llinatge fins a les seves filles Miriam o Yocheved.
Una llegenda de finals del segle XX afirma que les filles de Raixí portaven tefilín. Tot i que algunes dones a Ashkenaz medieval portaven tefilín, no hi ha proves que les filles de Raixí ho fessin.
- La filla gran de Raixí, Yocheved, es va casar amb Meir ben Samuel; els seus quatre fills van ser Shmuel (Rashbam; nascut el 1080), Itzjak (Rivam; nascut el 1090), Jacob (Rabbenu Tam; nascut el 1100) i Shlomo el gramàtic, tots ells entre els tosafistes més prolífics. La filla de Yocheved, Channah, té fama d'haver instruït a les dones locals a recitar la benedicció després d'encendre les espelmes (en comptes d'abans).
- La filla mitjana de Raixí, Miriam, es va casar amb Judah ben Nathan, que va completar el comentari sobre el Talmud Makot. La seva filla Alvina era una dona erudita els costums de la qual van servir de base per a decisions halàquiiques posteriors. El seu fill Yom Tov es va traslladar més tard a París i hi va dirigir una ieshiva, juntament amb els seus germans Shimshon i Eliezer.
- La filla menor de Raixí, Rachel, es va casar (i es va divorciar) amb Eliezer ben Shemiah. Poc més se sap d'ella.

Es diu que el famós talmudista polonès Moses Isserles (1530-1572) era descendent de Raixí.